# Pic dels Corrals
El Pic dels Corrals és una muntanya de 978,4 metres que es troba completament dins del municipi de Llimiana al Pallars Jussà.
És un dels contraforts septentrionals del Montsec de Rúbies, al sud de Llimiana.